# Pravidlo Chatham House

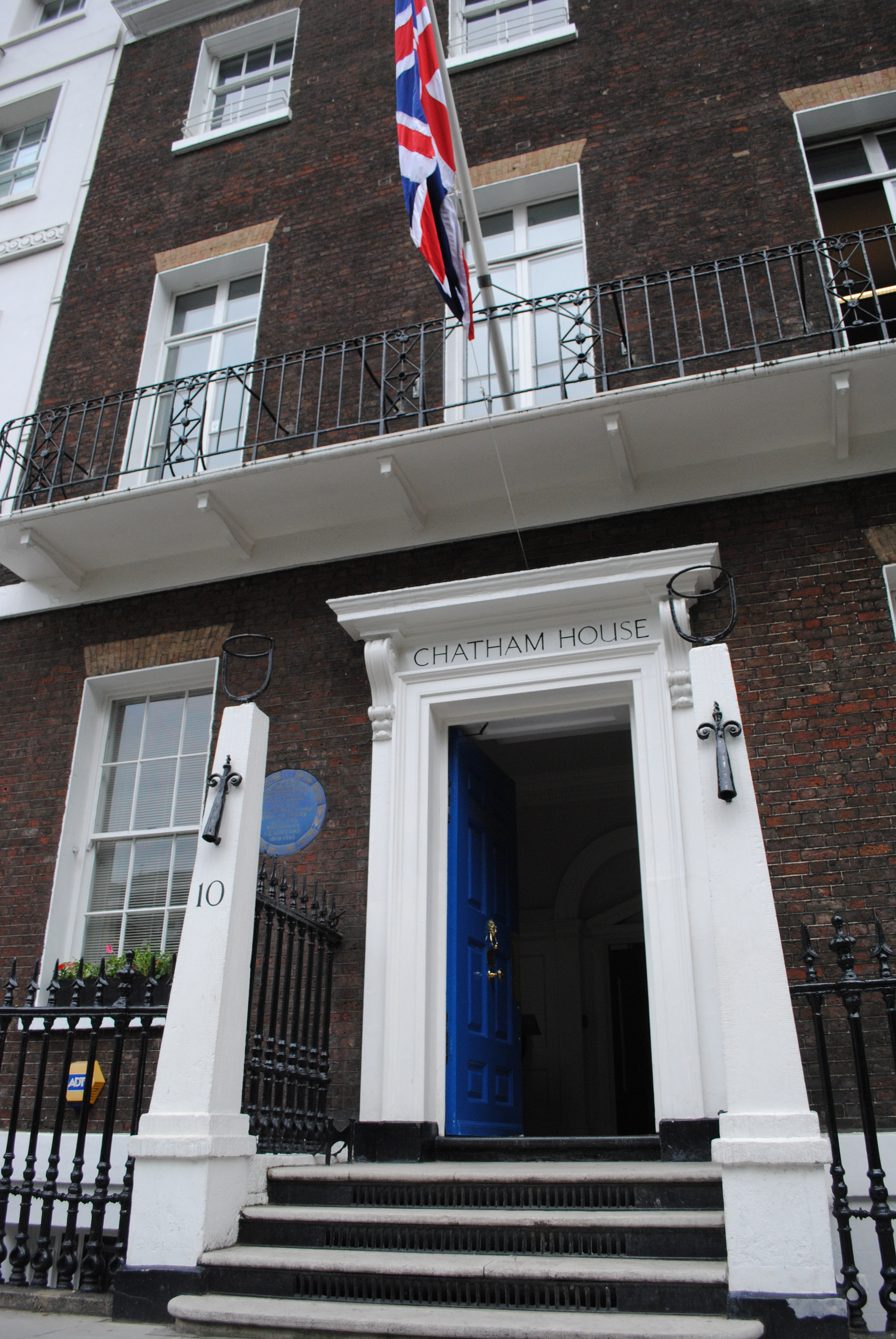
Londýnský dům Chatham House, který dal jméno tomuto pravidlu.

Pravidlo Chatham House (anglicky The Chatham House Rule) je pravidlo určené pro debaty a diskusní panely o kontroverzních záležitostech, pojmenované podle londýnského domu Chatham House, sídla britského think tanku Royal Institute of International Affairs. Vzniklo v červnu 1927 a bylo několikrát upřesňováno. Ve znění z roku 2002 říká: Pokud se zasedání nebo jeho část koná podle pravidla Chatham House, smějí účastníci používat informace, které obdrželi, ale nesmějí prozradit identitu mluvčího, mluvčích či jiných účastníků ani to, ke které organizaci patří. (anglicky: When a meeting, or part thereof, is held under the Chatham House Rule, participants are free to use the information received, but neither the identity nor the affiliation of the speaker(s), nor that of any other participant, may be revealed.) Smyslem pravidla je, aby diskuse mohla být otevřená, bez rizika, že diskutující budou postiženi za to, co v diskusi řeknou.